# AN/APG-73
Das AN/APG-73 (JETDS-Bezeichnung) ist ein luftgestütztes Radar, welches von dem US-Konzern Hughes Aircraft (jetzt Teil von Raytheon) produziert wurde.

## Technik

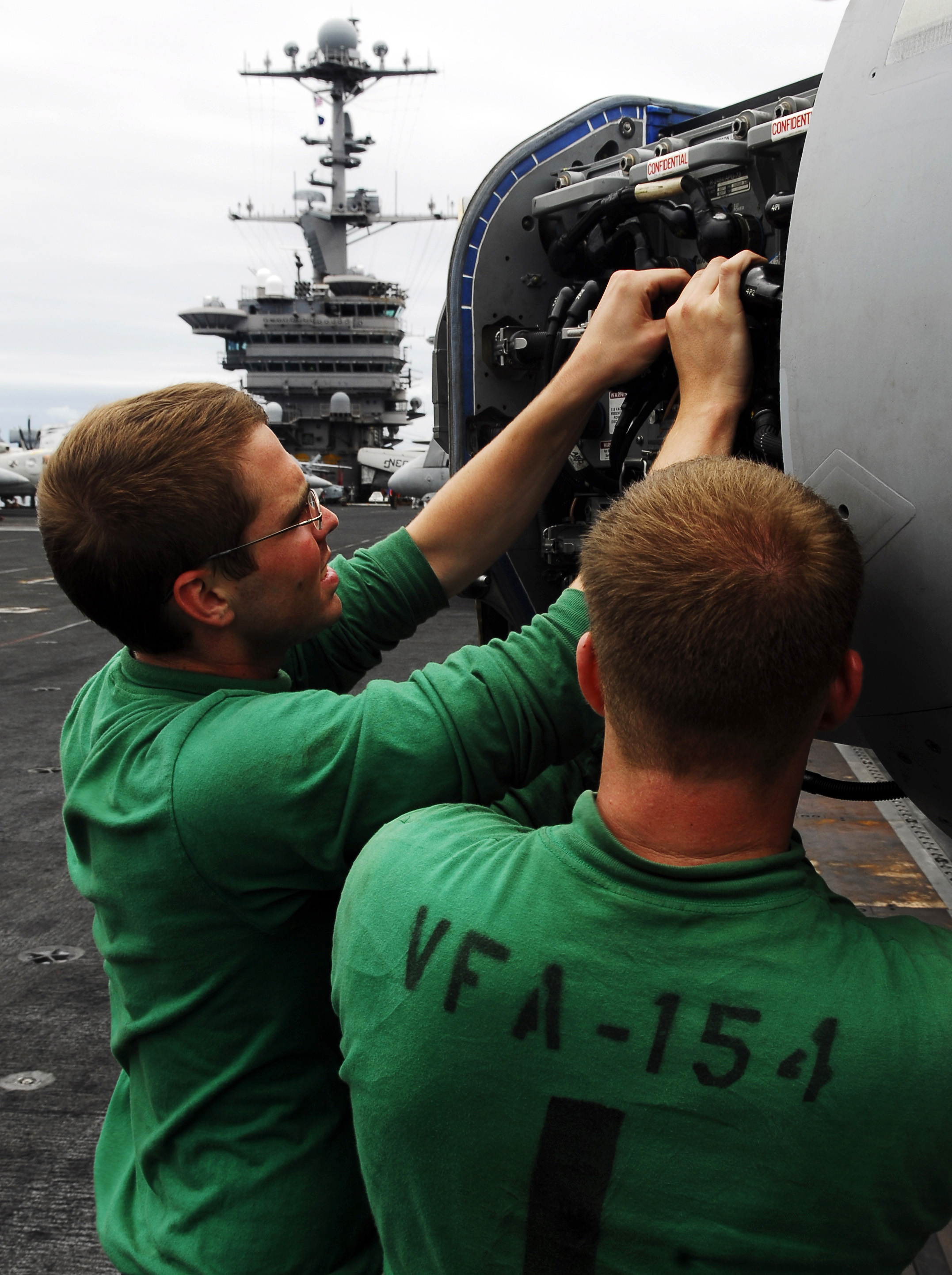
AN-APG-73 einer F/A-18F Super Hornet bei der Wartung

Das APG-73 ist im Wesentlichen eine Weiterentwicklung des AN/APG-65 und ist ebenfalls für den Einsatz auf der F/A-18C/D und E/F Hornet konzipiert. So wurde die Antenne und die Wanderfeldröhren von dem APG-65 übernommen. Neu sind hingegen die Transmitter, der Exciter und die Computerkomponenten. Letztere wurden vom AN/APG-70 der F-15 Eagle übernommen und können bis zu 60 Millionen komplexe Operationen pro Sekunde ausführen, wobei dies später auf 80 Millionen gesteigert werden kann. Das Interface wurde modifiziert um zukünftig auch mit geringem Aufwand eine AESA-Antenne installieren zu können (hieraus resultiert dann das AN/APG-79). Des Weiteren wurde der SAR-Modus verbessert und es wurden diverse Modifikationen vorgenommen, um die Leistung des Radars in der Aufklärungsrolle zu verbessern. Weitere Verbesserungen wurden an der Energieversorgung vorgenommen, die nun zuverlässiger ist und einen Effizienzgrad von 85 % aufweist (APG-65: 72 %). Insgesamt wurden 932 Systeme ausgeliefert, das letzte im Jahre 2006.

## Technische Daten
- Gewicht: 154 kg
- Volumen: < 0,126 m³ (ohne Antenne)
- Antennendurchmesser: ca. 700 mm
- Frequenzbereich: 8 – 12 GHz